# Charles-Constantin Vander Straeten
Charles-Constantin Vander Straeten (Kortrijk) was burgemeester van Kortrijk van 1749 tot 1771.

## Levensloop
Jonker Charles-Constantin Vander Straeten was schepen van de stad Kortrijk van 1743 tot 1749. Daarna werd hij verkozen tot burgemeester van de Zuid-West-Vlaamse stad van 1749 tot 1771. Daarna werd hij actuaris van de Staten van Vlaanderen van 1771 tot 1778 en baljuw van de Oudburg van Gent vanaf 1778. 